# دهستان جرگلان
دهستان جرگلان نام دهستانی در بخش جرگلان شهرستان راز و جرگلان، استان خراسان شمالی در ایران است. براساس سرشماری مرکز آمار ایران در سال ۱۳۸۵، جمعیت آن ۳۰۶۵۹ نفر (۶۹۶۵ خانوار) بوده‌است.